# Gimnastika na Poletnih olimpijskih igrah 1900
Gimnastika na Poletnih olimpijskih igrah 1900. Tekmovanja so potekala v eni disciplini za moške med 29. in 30. julijem 1900 v Parizu, udeležilo se jih je 135 telovadcev iz osmih držav.

## Dobitniki medalj
| Disciplina | Zlato                 | Srebro         | Bron                 |
| Mnogoboj   | Gustave Sandras (FRA) | Noël Bas (FRA) | Lucien Démanet (FRA) |

## Medalje po državah
| Poz | Država   | Zlato | Srebro | Bron | Skupaj |
| 1   | Francija | 1     | 1      | 1    | 3      |

## Zastopane države
- Belgija (2)
- Češka (1)
- Francija (108)
- Nemčija (14)
- Združeno kraljestvo (4)
- Madžarska (2)
- Italija (1)
- Švica (3)